# Station Muszyna
Station Muszyna is een spoorwegstation in de Poolse plaats Muszyna.